# 質光比
質光比，通常的符號是{\displaystyle \Upsilon }。這是天文物理和物理宇宙學共同對佔有體積（通常是星系或星系團）的總質量和其光度之間的商數。這個比率經常使用太陽質量和太陽亮度的比值（{\displaystyle \Upsilon _{\odot }} = 5133 kg/W，等同於M☉/L☉），作為計算恆星的基本常數。星系和星系團的質光比都遠大於{\displaystyle \Upsilon _{\odot }}，因為這些天體中的質量大多數不是來自駐留在其恆星，有很大一部分的物質是以暗物質的形態存在於其中。
從光度的觀測得到的光度，需要校正距離黯淡和星際消光的影響。一般情況下，除非可以獲得該天體完整的光譜輻射排放量，模型必須通過冪律或黑體任一的適合，從而得到的亮度被稱為熱光度。
質量經常從維理系統的動力學計算或重力透鏡效應取得。典型星系的質光比範圍在2～10{\displaystyle \Upsilon _{\odot }}，在可觀測宇宙的最大質光比大約是100{\displaystyle \Upsilon _{\odot }}，符合目前最適合的宇宙學模型。

## 外部連結
- Merrifield, Michael. . Sixty Symbols. Brady Haran for the University of Nottingham. 2009  [2015-12-30]. （原始内容存档于2021-04-20）.